# Siedenbrünzow
Siedenbrünzow là một đô thị thuộc huyện Mecklenburgische Seenplatte (trước thuộc Vorpommern-Greifswald (trước thuộc Demmin)), bang Mecklenburg-Vorpommern, Đức. Đô thị Siedenbrünzow có diện tích 27,67 km², dân số thời điểm ngày 31 tháng 12 năm 2006 là 629 người.